# Việt Hùng, Vũ Thư
Việt Hùng là một xã cũ thuộc huyện Vũ Thư, tỉnh Thái Bình, Việt Nam.
Xã có diện tích 8,09 km², dân số năm 1999 là 11962 người, mật độ dân số đạt 1479 người/km².

## Vị trí
Việt Hùng nằm ở phía Tây Bắc của huyện Vũ Thư, cách thị trấn Vũ Thư 8 km.
- Phía Đông tiếp giáp xã Song Lãng
- Phía Tây giáp sông Hồng
- Phía Bắc giáp xã Xuân Hòa và Hiệp Hòa,
- Phía Nam giáp xã Dũng Nghĩa

## Lịch sử
Vào thời Trần, Việt Hùng là một vùng đất thuộc huyện Bổng Điền, lộ Kiến Xương. Vào thời Minh (1407-1427) các thôn thuộc xã Việt Hùng ngày nay nằm trong huyện Thư Trì, phủ Kiến Xương thuộc Trấn Sơn Nam Hạ.
Theo Viện Hán Nôm, vào đầu thế kỷ XIX dưới thời Nguyễn huyện Thư Trì có 67 xã, thôn, phường trong đó có vùng đất Việt Hùng.
Trong thời kỳ Pháp thuộc, địa phận của xã thuộc tổng Bổng Điền. Đến đầu thế kỷ XX, xã gồm có 5 làng và bãi Tụ-Thành (sau là hợp tác xã Hồng Hà). Sau Cách mạng tháng Tám, đến tháng 8-1947, thị xã Việt Hùng chính thức được thành lập với 5 thôn (Phú Chử, Lộc Điền,Mỹ Lộc,Mỹ Bổng, Hương Điền). Sau năm 1954, cắt các thôn Phú Chử, Lộc Điền sang xã Thanh Phú.
Ngày 18-12-1976, cắt thôn Phú Chử, Lộc Điền của xã Thanh Phú và xóm Hồng Hà (xã Tân Lập) sáp nhập vào xã Việt Hùng. Lúc này, xã Việt Hùng gồm có các thôn: Phú Chử, Lộc Điền, Mỹ Lộc, Hương Điền, Mỹ Bổng và Hồng Hà.
Đến năm 1990, xã được chuyển thành 15 xóm. Đến năm 1997, cắt xóm Hồng Hà sáp nhập vào xã Mỹ Tân, huyện Mỹ Lộc. Đến năm 2003, xã Việt Hùng được tổ chức thành 7 thôn: Phú Chử, Lộc Điền, Mỹ Lộc 1, Mỹ Lộc 2, Mỹ Lộc 3, Hương Điền, Mỹ Bổng.
Từ ngày 12 tháng 6 năm 2025, sáp nhập tỉnh Thái Bình vào tỉnh Hưng Yên, giải thể huyện Vũ Thư. Các xã của huyện này là Hồng Lý, Việt Hùng, Xuân Hòa và Đồng Thanh hợp nhất thành xã Vạn Xuân trực thuộc tỉnh Hưng Yên.